# Enz (rivier)
De Enz is een rivier in het noorden van de Duitse deelstaat Baden-Württemberg. Het is de langste linkse zijrivier van de Neckar.
De Enzkreis is naar deze rivier vernoemd.

## Loop

### Bron
Pas vanaf de plaats Calmbach, samenvloeiingspunt van de Große Enz en Kleine Enz wordt de naam Enz zonder toevoegingen gebruikt.
De Große Enz heeft twee belangrijke bronbeken : de Poppelbach en de Kaltenbach. Waar zij samenvloeien in Gompelscheuer wordt de zogenaamde start van de Enz gesymboliseerd door de Enzbrunnen, een toeristische attractie.
De echte bronnen bevinden zich in Besenfeld en Forbach

### Bovenloop
De bovenloop situeert zich in het noordoosten van het Zwarte Woud. Nadat zij door een smal bosrijk dal stroomde met enkele watervalletjes komt de Enz in een keteldal. Ook na de verbreding van het dal bij Enzklösterle versmalt het dal weer tot het volgende keteldal. Daarna gaat het noordwaarts door een dal met steile oevers in het bosrijke noordelijk Zwarte Woud.
Vanaf Bad Wildbad is het dal dicht bewoond, met Calmbach, waar de Kleine Enz uitmondt, Höfen an der Enz en Neuenbürg, waar de Enz de rotskam met Schloss Neuenburg omspoelt.

### Benedenloop
Na het verlaten van het Zwarte Woud stroomt de Enz door het muschelkalkplateau van het Zuidwestduitse cuestalandschap. In Pforzheim vloeien Enz en Nagold samen. Hoewel de Nagold hier een groter debiet en een grotere lengte heeft, is het toch onder de naam Enz dat het water verder stroomt.
Tussen Lomersheim en Vaihingen meandert de Enz sterk, met plaatselijk zeer steile oevers. Tussen Bietigheim en Besigheim liggen twee verlaten meanderdalen. Ten noordoosten van Besigheim, op het grondgebied van Walheim, stroomt de Enz in de Neckar.

## Zijrivieren
- Links : Eyach, Schmiebach, Metter
- Rechts : Kleine Enz, Nagold, Strudelbach, Glems, Leudelsbach

- Gemeinsame Normdatei: 4091832-4
- Library of Congress Control Number: sh2017004393
- Nationale Bibliotheek van Israël: 987012403730705171
- Virtual International Authority File: 240820064